# Marsu Kids
Marsu Kids is een tweedelige Belgische stripreeks met kleine Marsupilami's in de hoofdrollen. De albums verschenen in 2011 en 2013 en werden getekend door de Franse tekenaar Didier Conrad. De scenario's kwamen van hem en zijn vrouw Sophie Commenge, die werkte onder het pseudoniem 'Wilbur'.
De reeks is een spin-off van de reeks Marsupilami, maar de aanwezige Marsupilami's behoren tot een ander nest dan die uit de oorspronkelijke reeks. Het eerste album uit de reeks, Net uit het ei, verscheen in 2011. Het tweede en laatste, Een ei voor twee, kwam uit in 2013. Conrad had aanvankelijk een contract voor drie albums, waarna uitgeverij Marsu Productions over de toekomst van de reeks zou beslissen. De uitgeverij werd in 2013 echter opgekocht door uitgeverij Dupuis. Die vond het niet meer opportuun om naast de hoofdreeks en de terugkeer van het dier in Robbedoes en Kwabbernoot nog verder te gaan met Marsu Kids.
Marsu Kids was niet Conrads eerste ervaring met de Marsupilami: André Franquin, de bedenker van het fictieve dier, had hem voorheen al aangeduid als tekenaar van de secundaire personages voor een tekenfilmreeks rond de Marsupilami. Dat project werd in de Verenigde Staten voorgelegd, maar ging uiteindelijk niet door.
De auteurs lieten zich, behalve door de Marsupilami van Franquin, inspireren door The Jungle Book van Rudyard Kipling en in minder mate door de tekenfilm My Neighbor Totoro van Hayao Miyazaki.

## Albums
1. Net uit het ei (2011)
2. Een ei voor twee (2013)